# Josie and the Pussycats
Josie and the Pussycats animirana je serija iz 1970. – 1971., godinu kasnije nakon Scooby Doo, Where Are You!. Crtana serija je po svačemu slična Scooby Doou, što bi se moglo reći da je uzor na Scooby Doo.

## Radnja
Josie and the Pussycats je jedan sastav kojeg je osnovala Josie James, a svira ga ona, Melody Jones i Valerie Brown. U središtu pozornosti su Josie, Melody, Valerie, Alexandra Cabot (jedina ženska glavna uloga koja ne svira u sastavu), Alexandar Cabot (on i Alexandra su blizanci), Alan M.Mayberry i mačak Sebastian. Oni svaku epizodu postanu upleteni u neku stvar s zločincima (najčešće zbog profesora) a najčešće je uzrokuje Alexandra. Zločinci su najčešće ljudi koji žele uništiti svijet ili nekom profesoru uzeti formulu ili sl. Više u popisu svake epizode.

## Uloge
- Janet Waldo kao Josie James
- Jackie Joseph kao Melody Jones
- Barbara Pariot kao Valerie Brown
- Sherry Alberoni kao Alexandra Cabot
- Casey Kasem kao Alexander Cabot
- Jerry Dexter kao Alan M.Mayberry
- Don Messick kao mačak Sebastian
- Cathy Dougher kao pjevački glas od Josie
- Cheryl Ladd kao pjevački glas od Melody
- Patrice Hollovay kao pjevački glas od Valerie

## Opis likova
- Josie James: Osnivačica sastava Josie and the Pussycats i Alanova djevojka. Ima narančastu kosu, plavu majicu i suknju. Razdvaja se najčešće s Alanom i Valerie, s Alanom i Alexandrom, s Melody i Valerie, a nekim od njih i sa Sebastianom.
- Melody Jones: Pomalo glupasti član sastava. Govori se da je zaljubljena u Alexa. Ima plavu dugu kosu, zelenožutu majicu i zelenu suknju. Razdvaja se s Alexom i Alexandrom, Alexom i Valerie, Alanom i Josie a s nekim bude i Sebastian.
- Valerie Brown: Jedini Afro-Američki lik. Vrlo je spretna s tehnologijom. Ima crnu kosu, ljubičastu majicu i ljubičastu suknju. Razdvaja se s Josie i Alanom, Melody i Alexom i Melody i Josie, a i sa Sebastianom.
- Alexandra Cabot: Pretjerano energična djevojka. Vrlo je smotana i uvijek u pokušaju da odvoji Josie od Alana ona nastrada. U većini takvih pokušaja pošalje Sebastiana koji pokvari cijelu stvar. Jedini je ženski član koji ne svira u sastavu. Ima crno-bijelu kosu, crvenu majicu i suknju. U razdvajanju, Sebastian je gotovo uvijek s njom. Razdvaja se s Melody i Alexom, Alanom i Josie, ali i s Alexom i Alanom.
- Alexander Cabot: Alexandrin brat blizanac. Rađen je po Shaggyju. Prava kukavica. Ima sunčane naočale, zelenu majicu i ljubičaste hlače. Razdvaja se s Melody i Alexandrom, Valerie i Melody, Alexandrom i Alanom, a ponekad je Sebastian s njim.
- Alan M.Mayberry: Mišićavi muškarac-dečko od Josie. Ima plavu kosu, plavu majicu i hlače. Razdvaja se s Josie i Valerie, Josie i Alexandrom, Alexandrom i Alexom.
- Sebastian: Lukavi mačak kojemu je Alexandra gospodarica. Smiješan je. Uglavnom je crno-bijel.

## Epizode
| Broj | Naziv epizode                    | Zločinac                               | Kratka radnja epizode |
| ---- | -------------------------------- | -------------------------------------- | --- |
| 01   | The Nemo's A No No Affair        | Kapetan Nemo i njegove sluge           | U svojoj podmornici, kapetan Nemo svira orgulje kada vidi još jedan brod koji će poslati u morske dubine. Na tom brodu su Josie and the Pussycats koji moraju čistiti i obrati suđe u brodu jer Alex nije imao novaca za piće. Kapetan oštrim šiljkom probode čelik na brodu i Alexandru. Alex nađe čamac za spašavanje i svi idu na njega. Zadnji stigne Alan, koji skoči s broda i udari o bubnjeve. Josie ga tješi, no Alexandra je odgurne i ona upali motor. Čamac otiđe u maglu, gdje ih kapetan Nemo povuče u more i zarobi. Josie, Melody i Valerie mu sviraju, što se njemu ne svidi. Sve njih, osim Sebastiana (jer je glumio da je na Nemovoj strani) on vrati u more, u dubine. Sebastian ih oslobodi. Društvo dođe u Nemovu tajnu prostoriju ispod mora. Valerie i Alexander (ili Alex) petljaju nešto dok Alex to ne pokvari. Društvo uhvati Nema i njegove sluge. Pjesma: Road Runner |
| 02   | A Greenthumb is Not a Goldfinger | Dr.Greenthumb i njegove sluge          | Zbog Alexandre svi otiđu avionom u prašumu Amazonu. Tamo ih vide sluge Dr.Greenthumba koji je upravo izumio čudovišnu biljku. On misli da oni znaju njegovu tajnu i ugosti ih. Preko noći Dr.Greenthumb oživi biljku. Sebastian to čuje i svi idu dolje i otkriju doktorovu tajnu, ali i sebe. Doktor pošalje svoje sluge za Josie i ostale. Oni pokazuju trikove jednom Amazonskom plemenu, no Alexandra sve pokvari i pleme ih hvata. Alexander pod nekakvom maskom kaže plemenu njihove riječi da su oni išli tamo. Kada pleme shvati da su ih zafrknuli, vrate se, no društvo se vrati u kuću nazvati pomoć. Josie pita doktora dok spava gdje je ključ od radio sobe. Doktor nešto promrmlja, no Melody se zadere i doktor se probudi. Valerie i Alexander mijenjaju žice u doktorovom labaratoriju. Doktor biva zarobljen u tim žicama. U njegovoj kući, Josie and the Pussycats sviraju, a Alexandra silom pleše s čudovišnim biljkama. Pjesma: Voodoo                                                  |
| 03   | The Secret Six Secret            | Tajna šestica (Secret Six)             | Društvo ide avionom u Bombay dok u jednom indijskom hramu Tajna Šestica priprema plan. Na aeodromu, društvo čeka Alexa da doveze auto, no on doveze malo auto i to Alexandra iskoristi da ostane sama s Alanom. Ostalima da krivu mapu hotela gdje bi trebali odsjesti i oni dođu do tog hrama. Josie i Melody vide Tajnu Šesticu, no Melody misli da je to kazalište i daje pljesak. Tajna Šestica ih otkrije i one bježe. U hotelu, tajna Šestica pošalje tigra u sobu od Alexandre, Josie, Melody i Valerie. One bježe i Alexandra zaglavi u krevetu. Alan je spasi. Valerie, Melody i Alex vode tigra u zoološki vrt. Tajna Šestica pusti dim u sobu i on skameni Josie, Alana, Alexandru i Sebastiana na neko vrijeme. U hramu, oni su zarobljeni, no putem su ih ostali vidjeli i došli u hram. Josie, Alan i Alexandra se oslobode i svi uhvate Tajnu Šesticu. Pjesma: Lie,lie,lie |
| 04   | Swap Plot Flop                   | Zločesto oko (Evil Eye)                | Jedne noći, Josie and the Pussycats sviraju u Oasis klubu kada dođu dvoje ljudi koji trebaju Valerie. Društvo pristane na pomoć i ide na aeodrom. U avionu, Alex vidi da nema pilota. Valerie preuzme stvar i oni slete. U guvernerovoj palači, Guverner reče da Valerie glumi njihovu princezu Mellvilu jer je zločinac Evil Eye hoće uloviti, pa da mu tako postave zamku. Guvernerov pomoćnik ih pita hoće li pomoći. Oni pristanu. Evil Eye nekako sazna za to i naredi svojim dvoje ljudi da uhvate Valerie i princezu. Po noći, oni to i urade. Svi ostali upadnu, no Melody slučajno izbaci ostale. Evil Eye je pretvori u jednu od svojih i naredi da se riješi ostalih. Ostali nađu put, no pojavi se Melody i kaže im da je slijede do zamke. Josie vrati Melody. Melody glumi da je još u njegovoj moći i reče da ih se riješila. Alex, Melody i Alexandra plešu dok Sebastian spasi Valerie i princezu. Svi bježe. Na kraju otkriju da je Guvernerov pomoćnik iza svega. Pjesma: Hand Clappin song |
| 05   | The Midas Mix-Up                 | Midas i njegove sluge                  | |
| 06   | X Marks The Spot                 | X i njegove sluge                      | |
| 07   | Chili Today And Hot Tamale       | Škorpion i njegove sluge               | |
| 08   | Never Mind a Master Mind         | Master Mind i njegova sluga            | |
| 09   | Plateau of the Apes Plot         | Dr.Madro i njegove sluge               | |
| 10   | Strangemoon Over Miami           | Dr.Strangemoon i njegove sluge         | |
| 11   | All Wong In Hong Kong            | The Serpent (Izdajica) i njegova sluga | |
| 12   | Melody Memory Mix-Up             | Hawk i njegove sluge                   | |
| 13   | The Great Pussycat Chase         | Sjena i njegove sluge                  | |
| 14   | Spy School Spoof                 | Laser i njegove sluge                  | |
| 15   | Jumpin' Jupiter Affair           | Zor i njegove sluge                    | |
| 16   | Don't Count On a Countess        | Grofica i njezin sluga                 | |